# Forever (1921)
Forever, também conhecido como Peter Ibbetson, é um filme mudo produzido nos Estados Unidos e lançado em 1921.